# XT-Bus-Architektur

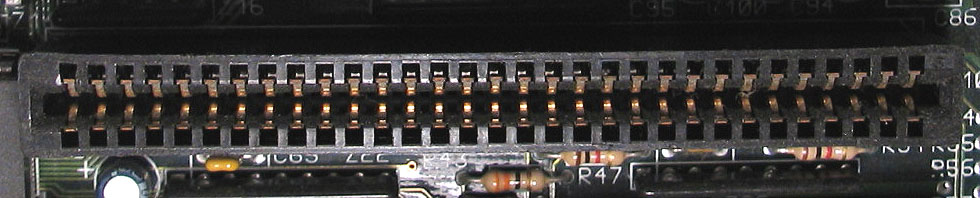
XT-Bus- bzw. 8-Bit-ISA-Slot

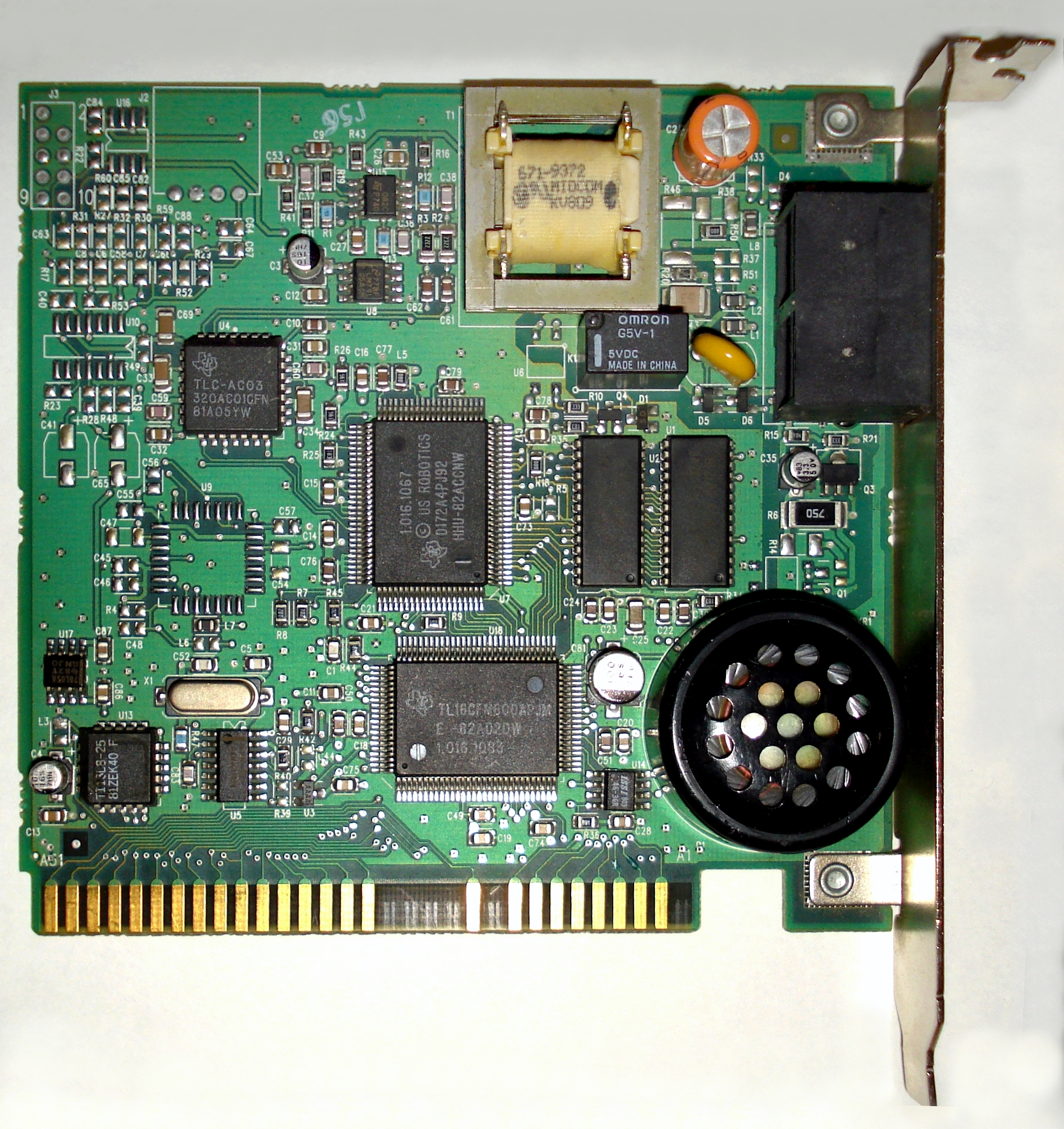
Modem-Einsteckkarte mit XT-Bus (unten)

Die XT-Bus-Architektur ist eine 8-Bit-Bus-Architektur, die beim Intel 8086 und beim Intel 8088 in IBM PCs und IBM PC XTs in den frühen bis mittleren 1980er Jahren Verwendung fand. Über eine zusätzliche Controller-Karte konnten so beispielsweise XT-Festplatten angeschlossen werden. Das Slot-Konzept war im Wesentlichen vom Apple II abgeschaut.
| Busbreite                    | 8 Bit                    |
| Einsetzbare Steckkarten      | 8 Bit ISA                |
| Pins                         | 62                       |
| Rastermaß                    | 2,54 mm                  |
| Betriebsspannungen           | +5 V, −5 V, +12 V, −12 V |
| Bustakt                      | 4,77 MHz                 |
| Theoretischer Datendurchsatz | 0,96 MByte/s (1 W/S)     |

Die XT-Architektur stellt einen direkten Vorgänger der in IBM-PC-AT-Computer bis Mitte der 1990er verwendeten 16-Bit-ISA-Architektur dar. Der auch AT-Bus genannte ISA-Bus ist zum XT-Bus abwärtskompatibel; die meisten XT-Bus-Erweiterungskarten funktionieren auch in ISA-Bus-Rechnern, wobei sie nur den ersten der beiden Abschnitte des ISA-Steckplatzes belegen.
Am XT-Bus liegen drei DMA- und fünf Interrupt-Kanäle an. Von diesen drei sind zwei normalerweise von Standardkarten (Disketten- und Festplatten-Controller) belegt.

XT-Bus: Pinbelegung

| Kanal | am Bus verfügbar? | Standard-Funktion           |
| ----- | ----------------- | --------------------------- |
| 0     | Nein              | DRAM-Refresh                |
| 1     | Ja                | frei für Erweiterungskarten |
| 2     | Ja                | Disketten-Controller        |
| 3     | Ja                | Festplatten-Controller      |

| Kanal | am Bus verfügbar? | Standard-Funktion                             |
| ----- | ----------------- | --------------------------------------------- |
| 0     | Nein              | Timer                                         |
| 1     | Nein              | Tastatur                                      |
| 2     | Ja                | Video                                         |
| 3     | Ja                | RS-232: Port 2 (shared: 4)                    |
| 4     | Ja                | RS-232: Port 1 (shared: 3)                    |
| 5     | Ja                | IEEE 1284: Port 2 (shared: 3) oder Soundkarte |
| 6     | Ja                | Disketten-Controller                          |
| 7     | Ja                | IEEE 1284: Port 1                             |